# 葉禎
葉禎（よう てい、生年不詳 - 1459年）は、明代の官僚・軍人。字は夢吉。本貫は肇慶府高要県。

## 生涯
宣徳年間、郷試に及第し、潯州府同知に任じられた。鳳翔府同知に転じ、さらに慶遠府同知に転じた。
両広の瑶族が反乱に蜂起して、州県に被害を出し、将士や官吏たちは委縮して情勢を観望するばかりであった。葉禎は反乱軍とは共生できないと誓って、強健な若者たちを徴募して訓練した。首長の韋父強はたびたび官軍を撃破していたが、葉禎がこれを生け捕りにした。韋父強の仲間たちが城に攻めかかってきたため、葉禎は強健な若者たちを率いて出戦し、反乱軍を撃退した。
1459年（天順3年）1月、反乱軍が鶏刺の諸村を包囲したため、葉禎は300人を率いて救援に赴いた。1月30日、頭山のふもとで反乱軍と遭遇した。葉禎は奮戦したが、甥の葉官慶や麾下の300人とともに全滅した。その経緯が上奏されて朝列大夫・広西参議の位を追贈された。